# Ilex vismiifolia
Ilex vismiifolia é um gênero de plantas com flores. Foi descrito pela primeira vez por Reiss. Ilex vismiifolia pertence ao gênero Ilex, e à família Aquifoliaceae.
Este tipo de planta pode ser encontrado em:
- norte do Brasil
  - Acre
- Peru
- Guiana
- Equador
- Colômbia

Não há tipos listados como este.